# Patelloidea
Patelloidea zijn een superfamilie van weekdieren die behoort tot de clade van Patellogastropoda in de klasse der Gastropoda (buikpotigen of slakken).

## Kenmerken
Het zijn kleine tot grote, meer of minder hoge kap- of kegelvormige huisjes met een ovale, vooraan wat versmallende basis en een naar voren gerichte top die, door uitwendige invloeden in het getijdengebied, meestal afgesleten is.

## Verspreiding en leefgebied
Er zijn vele honderden soorten en ze komen voor aan alle rotsachtige kusten.

## Taxonomie
De superfamilie is als volgt onderverdeeld:
- Familie Patellidae Rafinesque, 1815